# Космос-33
Космос-33 (Зенит-2 № 20) — советский разведывательный спутник первого поколения, нёсший на борту аппаратуру для оптической фотосъёмки низкого разрешения. Был запущен 23 июня 1964 года с космодрома «Байконур».

## Запуск
Запуск «Космоса-33» состоялся в 19:00 по Гринвичу 23 июня 1964 года. Для вывода спутника на орбиту использовалась ракета-носитель «Восток-2» (серийный номер Г15001-05). Старт был осуществлён с площадки 31/6 космодрома Байконур. После успешного вывода на орбиту спутник получил обозначение «Космос-33», международное обозначение 1964-033A и номер по каталогу спутников 00816.
«Космос-33» эксплуатировался на низкой околоземной орбите. По состоянию на 24 июня 1964 года он имел перигей 209 километров, апогей 293 километров и наклон 65° с периодом обращения 89,4 минуты. После восьми дней работы на орбите миссия «Космос-33» закончилась. Спутник сошёл с орбиты 1 июля 1964 года, а его возвращаемый отсек приземлился на парашюте и был подобран советскими военными.

## Космический аппарат
«Космос-33» соответствовал типу «Зенит-2» и был построен в ОКБ-1 С. П. Королёва (РКК «Энергия») на базе конструкции пилотируемого космического корабля «Восток». Аппарат состоит из сферического возвращаемого отсека диаметром 2,3 и массой 2400 кг. Внутри отсека устанавливалась вся специальная аппаратура. Оптические оси смонтированных фотокамер были перпендикулярны продольной оси аппарата. Съёмка осуществлялась через иллюминаторы, расположенные в крышке одного из двух технологических люков большого диаметра. Основной задачей «Космос-33» являлась фоторазведка. Общая масса космического аппарата составляла 4730 кг.